# 泰芮絲的寂愛人生
《泰芮絲的寂愛人生》（Thérèse Desqueyroux）是法國小說家弗朗索瓦·莫里亞克的小說，1927年出版。

## 劇情
1920年代，泰芮絲是法國朗德省一個喜好閱讀的女孩，她在父親的安排下嫁給富有鄰居貝納，並搬遷至郊區。然而貝納認為妻子不過裝飾品，與泰芮絲在思想上產生分歧。
泰芮絲不久對生活和丈夫感到乏味，夢想巴黎波西米亞式的刺激與充滿文化的生活。為了擺脫命運，她開始追尋自由和人生。

## 改編
法國導演克勞德·米勒於2012年改編成電影。